# Nentcho Staykov
Pour les articles homonymes, voir Staykov.
Nentcho Staykov (Ненчо Стайков)  né le 19 décembre 1955, est un coureur cycliste bulgare des années dont la carrière (dans la catégorie "amateurs" essentiellement) couvre la fin des années 1970, les années 1980. Il termine "professionnel" en 1990. 
Vainqueur du Tour de Bulgarie, à trois reprises, il est douze fois au départ de la Course de la Paix où il débute à l'âge de 19 ans. Il en termine onze. En 1984, il réalise son meilleur parcours sur cette course en se classant deuxième derrière Sergueï Soukhoroutchenkov. Il a couru aussi en Europe occidentale, remportant en France le Tour de Normandie.

## Palmarès thématique
- Tour de Bulgarie
  - vainqueur au classement final en : 1978, 1980, 1984
  - 3e en : 1988
  - 4e en  : 1982, 1986
- Tour de Turquie : vainqueur en 1984[1]
- Tour de Normandie: vainqueur en 1986
- Course de la Paix
  - vainqueur de la 1re étape en 1979, de la 4e étape en 1984
  - 2e en 1984, 7e en 1979, 10e en 1985, 12e en 1987, 15e en 1982, 22e en 1986, 24e en 1988, 33e en 1975, 46e en 1977, 47e en 1981, 54e en 1983. (abandon en 1978)
- Jeux olympiques
  - 6e aux Jeux de Moscou (1980) du championnat contre-la-montre par équipe avec l'équipe de Bulgarie (Borislav Asenov, Venelin Hubenov, Iordan Pentchev, Nentcho Staykov)[2]
- Championnats du monde
  - 8e du Championnat du monde des 100 km contre-la-montre par équipes en 1979 (même équipe que ci-dessus)

### Autres classements
- Circuit des Ardennes
  - 2e en 1987 (vainqueur de la 5e étape)
  - 3e en 1986
- 3e du Tour de Yougoslavie 1985